# كريستيان ريبيرو
كريستيان ريبيرو (بالإنجليزية: Christian Ribeiro)‏ (14 ديسمبر 1989 في المملكة المتحدة - ) هو لاعب كرة قدم بريطاني في مركز الدفاع. شارك مع منتخب ويلز تحت 17 سنة لكرة القدم ومنتخب ويلز تحت 19 سنة لكرة القدم ومنتخب ويلز تحت 21 سنة لكرة القدم ومنتخب ويلز لكرة القدم. أما مع النوادي، فقد لعب مع ستوكبورت كونتي وسكونثورب يونايتد وكولتشستر يونايتد ونادي بريستول سيتي ونادي كارلايل يونايتد ونادي إكزتر سيتي.

## وصلات خارجية
- كريستيان ريبيرو على موقع قاعدة بيانات كرة القدم.إي يو (الإنجليزية)
- كريستيان ريبيرو على موقع ناشيونال فوتبول تيمز (الإنجليزية)
- كريستيان ريبيرو على موقع Soccerbase.com (لاعب) (الإنجليزية)
- كريستيان ريبيرو على موقع عالم كرة القدم.نت (الإنجليزية)